# BPS-tillstånd
BPS-tillstånd är en term inom strängteorin och supersymmetri som beskriver en beståndsdel med minsta möjliga massa till en given laddning. Genom att man vet att supersymmetri gäller och att den sökta partikeln är den lättaste den kan vara med den givna laddningen kan man visa att partikelns identitet kan bestämmas fullständigt. Dessa egenskaper kallas även icke störnings-massor eller -laddningar.
Inom strängteorin är dessa tillstånd viktiga då det gör att fysikerna kan göra exakta beräkningar utan att använda sig av störningsmetoder. Detta gör att man kan klara av vissa beräkningar även om strängkopplingskonstanten är större än ett.
BPS-tillståndet är uppkallat efter sina upptäckare Eugene Bogomolnyj, Manoj Prasad och Charles Sommerfield.